# Deportazioni dei popoli in URSS
La deportazione dei popoli in URSS era uno strumento politico consistente nel reinsediamento forzato di cittadini su basi nazionali in aree remote dell'Unione Sovietica, dove erano ospitati in insediamenti speciali. In totale, circa 6 milioni di persone sono state colpite da questi sfollamenti interni forzati. Di conseguenza, tra 1 e 1,5 milioni di morti.

## 1920-1929
La politica di deportazione sovietica iniziò con lo sfratto dell'armata bianca (che combatté contro l'Armata Rossa bolscevica) e dei grandi proprietari terrieri nel 1918-1925
Le prime vittime delle deportazioni sovietiche furono i cosacchi della regione di Terek, che nel 1920 furono sfrattati dalle loro case e inviati in altre parti del Caucaso settentrionale, nel Donbass e nell'estremo nord, e la loro terra fu trasferita ai ceceni e agli ingusci. Nel 1921 la RSFSR deportò i kulaki (piccoli proprietari terrieri) cosacchi dalla Semirechyenskoe e nel 1922 gli umanisti, i cosiddetti "filosofi piroscafi".
Nel 1925-1928 la cosiddetta commissione tripartita dell'URSS, BSSR e RSFSR lavorò sulla ridistribuzione dei confini e come risultato centinaia di migliaia di Ucraini furono deportati dalle terre ucraine di Starodub, Belgorod, Orel, Don in Malynovy Klyn, Ucraina grigia e Ucraina verde.

## 1930-1939

Coreani deportati nel 1937

Dagli anni '30 venne abbandonata la vecchia politica nazionale, che portò all'eliminazione delle autonomie culturali (e in alcuni casi politica) dei singoli popoli e delle etnie. In generale, ciò è avvenuto sullo sfondo della centralizzazione del potere nel Paese, del passaggio dal governo territoriale a quello settoriale, della repressione contro l'opposizione reale e potenziale, delle carestie su larga scala (Holodomor in Ucraina).
Nel 1930, l'URSS iniziò a fare pulizia dei confini occidentali e ci fu una nuova deportazione degli ucraini. La cosiddetta espulsione dei "kurkula" del 1930-36 deportò decine di migliaia di ucraini. 
A metà degli anni '30 a Leningrado ebbero luogo arresti di massa di estoni e finlandesi.
Dalla primavera del 1935, sulla base di un ordine segreto dell'NKVD del 25 marzo 1935, furono deportati con la forza popoli ugro-finnici dalle aree di confine nell'URSS nordoccidentale. Anche polacchi e tedeschi del distretto tedesco di Pulyn furono deportati con la forza in Kazakistan. 
Nel settembre 1937, sulla base di una risoluzione congiunta del Commissario del popolo e del Comitato centrale del PCUS (b) 1428-326 "Sullo sfratto della popolazione coreana dalle zone di confine dell'Estremo Oriente", firmato da Joseph Stalin e Vyacheslav Molotov, 172mila individui di etnia coreana furono deportati dalle zone di confine dell'Estremo Oriente. Lo sfratto delle nazioni "inaffidabili" dalle aree di confine è solitamente associato a preparativi militari.
Dalla fine del 1937, tutti i consigli delle regioni e dei villaggi al di fuori delle repubbliche ufficiali furono gradualmente aboliti. Furono soppresse inoltre le libertà di insegnamento e di pubblicazione di letteratura nelle lingue nazionali.

## Seconda guerra mondiale
Nel 1939-1940 con l'occupazione sovietica dell'Ucraina Occidentale, della Bielorussia occidentale e degli stati baltici, le deportazioni colpirono anche i popoli che vivevano in quelle terre.
Nell'autunno del 1939 la prima ondata di deportazioni ha riguardato i coloni polacchi che sono stati deportati con le loro famiglie. 
Tra dicembre 1939 e marzo 1940 più di 137.000 persone sono state deportate dall'Ucraina occidentale e dalla Bielorussia occidentale nelle regioni nord-orientali della RSFSR, nella Repubblica Socialista Sovietica Autonoma di Komi (ad ovest degli Urali) e nel Kazakistan.
La seconda ondata di deportazioni ebbe luogo nell'aprile del 1940, quando furono deportati i ricchi contadini "kurkuli" (fino a 6mila famiglie dell'Ucraina occidentale e della Bielorussia occidentale). 
Secondo varie stime, nel 1939-1940 furono deportate dall'Ucraina occidentale in Siberia, nella regione del Volga, in Kazakistan e nel Nord da 10 al 20% della popolazione. Molte persone innocenti catturate nelle carceri locali durante la guerra tedesco-sovietica furono uccise.
Dal 14 al 18 giugno 1941 furono deportate circa 34.000 persone dalla Lituania in aree remote della Siberia e nell'estremo nord.
Le deportazioni continuarono dopo l'attacco tedesco all'Unione Sovietica. Così, il 28 agosto 1941, la Repubblica Autonoma dei Tedeschi della regione del Volga (costituita dai discendenti dei coloni tedeschi che popolarono le terre del Volga al tempo della zarina Caterina II) fu liquidata con decreto del Presidium del Soviet Supremo dell'URSS . Circa 367 000 tedeschi furono deportati ad est: nella Repubblica dei Komi, negli Urali, in Kazakistan, in Siberia e nell'Altai. I tedeschi furono parzialmente ritirati dall'esercito attivo. Nel 1942 iniziò la mobilitazione dei tedeschi sovietici all'età di 17 anni in colonne di lavoro. I tedeschi mobilitati costruirono fabbriche, lavorarono nel disboscamento e nelle miniere.
Furono deportati anche i rappresentanti dei popoli i cui paesi facevano parte della coalizione di Hitler (ungheresi, bulgari, finlandesi).
Il 20 marzo 1942 circa 40.000 tedeschi e finlandesi furono deportati dalla zona del fronte della seconda guerra mondiale (sulla base della decisione del Consiglio militare del fronte di Leningrado). Poi nel 1947-1948 coloro che tornarono a casa dopo la guerra furono nuovamente deportati.
Nel 1943-1944 furono effettuate deportazioni di massa (principalmente con l'accusa di collaborazionismo con l'invasore Nazista) di diversi popoli di cui: i Tatari di Crimea, Kalmyks, Ingush, Ceceni, Karachay, Balkars, Nogais, Turchi mescheti, e Greci di Crimea e Ucraina. Le autonomie di questi popoli furono eliminate e il 18 maggio 1944, per ordine di Stalin.

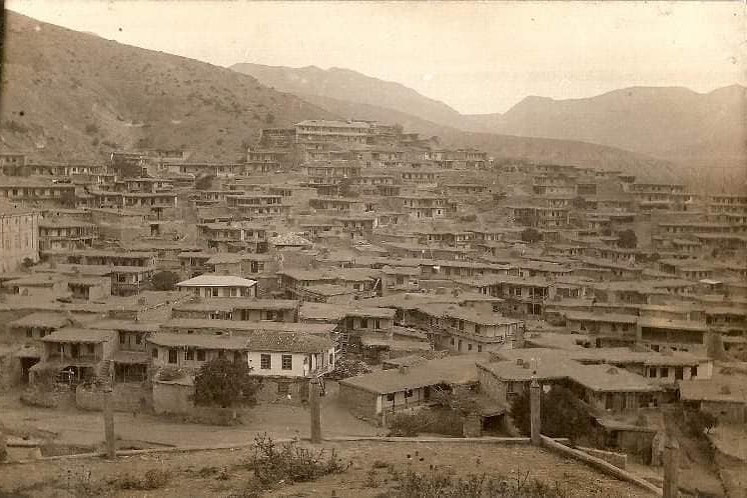
Il villaggio tataro di Üsküt, presso Alushta, in Crimea, ormai vuoto dopo la completa deportazione dei suoi abitanti (1945).

Particolarmente dura e radicale fu la deportazione dell'intero popolo tartaro di Crimea, accusato di collaborazionismo, avvenuto in maniera sbrigativa e particolarmente brutale in soli tre giorni, nel maggio 1944. Si stimano oltre 180.000 tatari, compresi anziani, donne e bambini furono deportati su carri bestiame fino agli Urali e in Asia Centrale, soprattutto nella RSS Uzbeka, e dopo un anno circa la metà morì. Anche nelle nuove destinazioni i tatari non trovarono pace, poiché malvisti dalla popolazione locale, bollati collettivamente come "traditori" e "fascisti", e quindi discriminati e spesso uccisi. Mentre in Crimea venivano distrutti i segni della loro cultura: chiuse le scuole e biblioteche, cambiati i toponimi in tataro e convertiti in lingua russa, bruciati libri e giornali, demolite le moschee e spianati i cimiteri. Fin dal luglio 1944 nella penisola venne favorito l'insediamento di 51.000 nuovi residenti, o meglio coloni, per lo più russi, già iniziato ai tempi dell'annessione della Crimea all'Impero Russo, ma ora pesantemente intensificato. Il 30 giugno 1945 la Repubblica Socialista Sovietica Autonoma di Crimea fu abolita e la penisola fu accorpata alla RSFS Russa (dal 1954 trasferita alla RSS Ucraina). 
La propaganda sovietica cercò di minimizzare la deportazione di massa sostenendo che i Tatari di Crimea "si erano stanziati in Asia Centrale volontariamente". Per i decenni successivi, fu esplicitamente vietato definirsi Tatari di Crimea, anche nei censimenti. Questo divieto fu tolto nel 1989. 

## 1957-1991 Riabilitazione

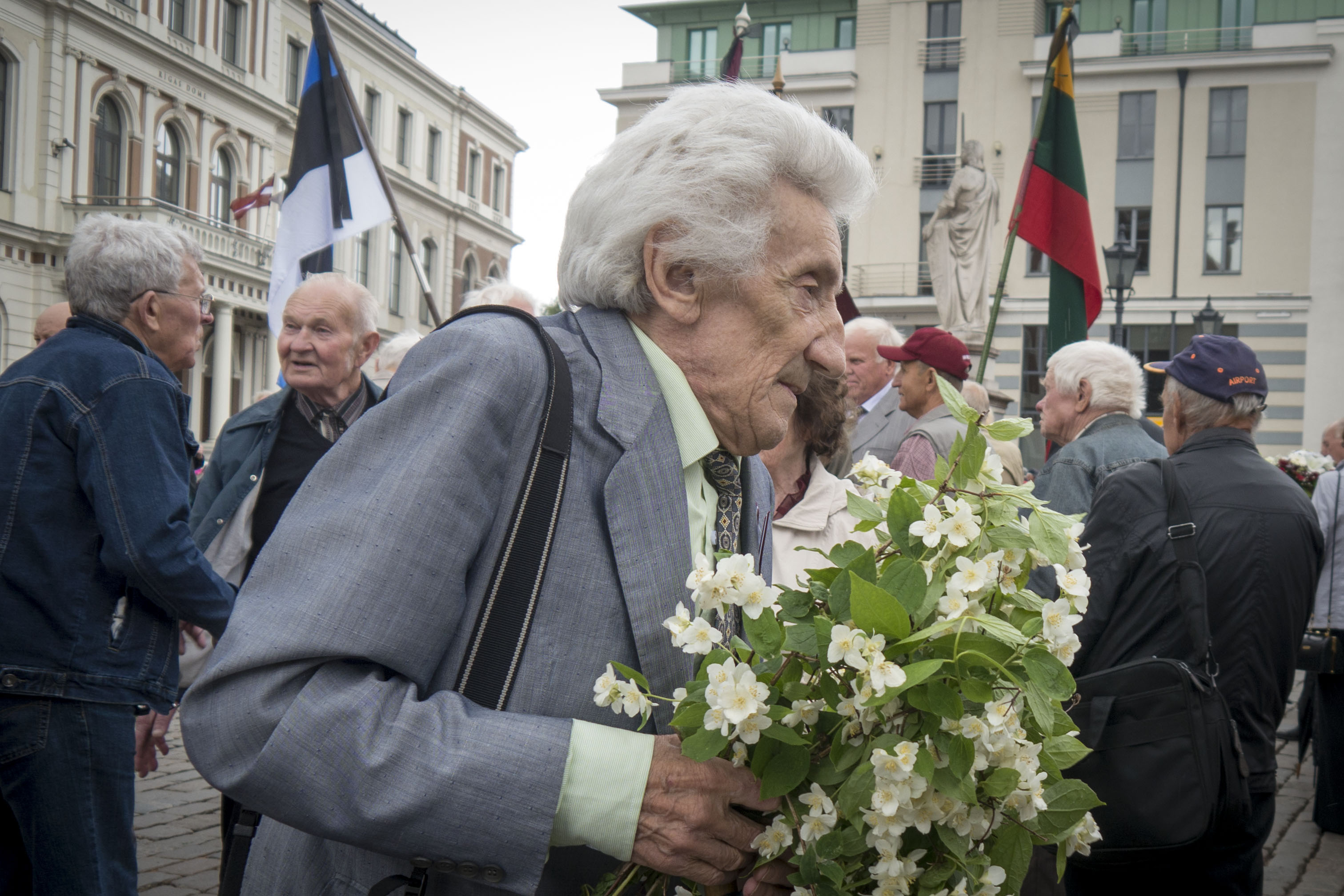
Una commemorazione dei deportati baltici del 2014

Nel 1957-1958 furono riconosciute le autonomie nazionali di Kalmyks, Ceceni, Ingusci, Karachay e Balkars; a questi popoli fu permesso di tornare nei loro territori storici. Il ritorno dei popoli repressi non è stato privo di difficoltà, che poi hanno portato a conflitti nazionali (ad esempio, sono iniziati scontri nella regione di Grozny tra ceceni di ritorno e russi insediati durante il loro esilio). Tuttavia a una parte significativa dei popoli repressi (tedeschi del Volga, tartari di Crimea, turchi mescheti, greci, coreani e altri)  fino a questo momento non sono state restituite né le autonomie nazionali (se presenti) né il diritto al ritorno nella patria storica.
Nel 1964 per quanto riguarda la popolazione tedesca deportata durante la seconda guerra mondiale (dopo 23 anni), il Presidium del Soviet Supremo dell'URSS con decreto del 29 agosto 1964 № 2820-VI ha scagionato le accuse generali e nel 1972 è stato approvato un decreto che revocava completamente le restrizioni alla libertà di movimento e riaffermava il diritto dei tedeschi di tornare nelle terre da cui erano stati deportati.
Il 14 novembre 1989, la Dichiarazione del Soviet Supremo dell'URSS scagionò tutti i popoli deportati, inclusi ceceni e ingusci, e vennero riconosciuti illegali i crimini di stato nei loro confronti sotto forma di terrore, genocidio e violenza nei luoghi di insediamenti speciali 
Dopo 15 anni nel febbraio 2004 il Parlamento europeo ha riconosciuto la deportazione di ceceni e ingusci nel 1944 come atto di genocidio.